# Cruz de Voo Distinto (Estados Unidos)

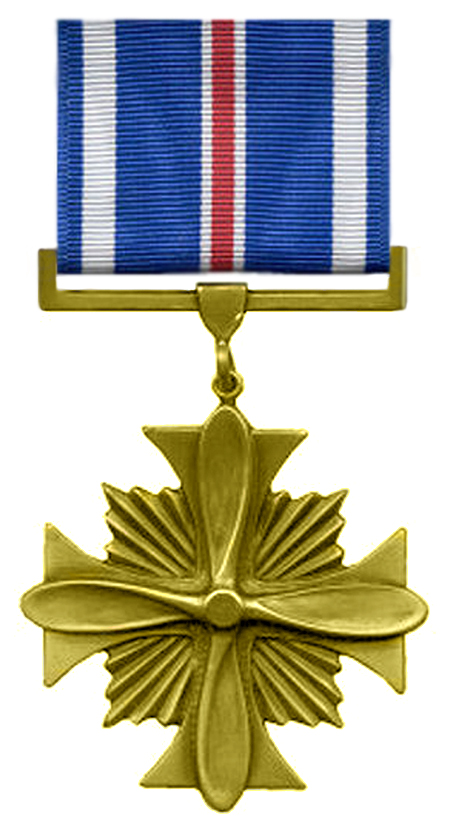

A Cruz de Voo Distinto é uma condecoração militar atribuída a qualquer funcionário ou membro alistado das Forças Armadas dos Estados Unidos, reconhecidos por ato de  "heroísmo ou conquista extraordinária enquanto participava de um voo aéreo, após 11 novembro de 1918."
A Cruz de Voo a Distinto, foi autorizada por uma lei do Congresso de 2 de julho de 1926, modificada pela Ordem Executiva 7786 de 8 de janeiro de 1938. Ela foi criada retroativamente a partir de 11 de novembro de 1918. Acreditando que também poderia ser concedido àqueles que tinham sido recomendados a receber a Medalha de Honra, a Cruz para Serviços Distintos, a Cruz da Marinha ou a Medalha de Serviços Distintos, mas que não teriam sido concedidos.
A primeira pessoa a recebê-la foi o capitão Charles Lindbergh que a recebeu por cruzar o Oceano Atlântico em voo sem escalas (Nova Iorque / Paris) em 1927. O primeiro membro da Marinha a recebê-lo foi o Comandante Richard Byrd. em 9 de maio de 1926, sobrevoando o Polo Norte.